# زيرون طويل السبلة
زيرون طويل السبلة (الاسم العلمي:Xyris longisepala) هو نوع من النباتات يتبع جنس الزيرون من الفصيلة الزيرونية.